# Eric Flaim
Eric Joseph Flaim (* 9. března 1967 Pembroke, Massachusetts) je bývalý americký rychlobruslař a short trackař.
V letech 1984 a 1985 se zúčastnil juniorských světových šampionátů v rychlobruslení, na podzim 1986 se poprvé objevil v závodech Světového poháru a v roce 1987 debutoval na seniorském Mistrovství světa ve víceboji (17. místo). Největších úspěchů dosáhl v následující sezóně 1987/1988. Na Mistrovství světa ve sprintu vybojoval bronz, vyhrál světový vícebojařský šampionát a na Zimních olympijských hrách získal v závodě na 1500 m stříbro. V ostatních olympijských disciplínách, ve kterých nastoupil – 1000 m, 5000 m a 10 000 m, byl shodně čtvrtý. V ročníku 1988/1989 zvítězil v celkovém hodnocení Světového poháru na tratích 1500 m. Na zimní olympiádě 1992 se umístil nejlépe na šesté příčce (5000 m), v ostatních závodech dobruslil na 16. (1000 m) a 24. (1500 m) místě. Po sezóně 1991/1992 ukončil rychlobruslařskou kariéru a začal se věnovat short tracku. Startoval na ZOH 1994, kde s americkým týmem získal bronz ve štafetovém závodě na 5000 m, a na ZOH 1998.